# مراد أباد (زنغلانلو)
مراد أباد (بالفارسية: مرادآباد) هي قرية تقع في إيران في قسم زنغلانلو الريفي. يقدر عدد سكانها بـ 88 نسمة بحسب إحصاء 2016.